# 托伊拉 (市镇)
托伊拉是爱沙尼亚東維魯縣的一个乡村型市镇。行政中心为托伊拉。面积266平方公里，人口数量为4,657人（2021年）。

## 行政管理
2017年爱沙尼亚行政改革后，原托伊拉市镇、科赫特拉市镇及科赫特拉-内梅市镇合并为新的托伊拉市镇。
新的市镇包括一个城镇、两个小镇和26个村庄。